# Rudolf Uhlenhaut
 (avril 2011).
Si vous disposez d'ouvrages ou d'articles de référence ou si vous connaissez des sites web de qualité traitant du thème abordé ici, merci de compléter l'article en donnant les références utiles à sa vérifiabilité et en les liant à la section « Notes et références ».
Rudolf Uhlenhaut, né le 15 juillet 1906  à Londres d'un père allemand et d'une mère anglaise et décédé le 8 mai 1989 à Stuttgart, est un pilote automobile, ingénieur et dirigeant[pas clair] anglo-allemand. Lié de longue date à Mercedes-Benz et à son programme course dans les années 1930 et 1950, il est également connu pour avoir construit sa propre version de route de la Mercedes-Benz 300 SLR.

## Biographie
Rudolf Uhlenhaut nait à Londres alors que son père dirige l'agence locale de la Deutsche Bank. Plus tard, sa famille déménage à Bruxelles puis à Brême. Skieur passionné, il convainc sa famille d'aller étudier à Munich pour profiter de la proximité des Alpes.
En 1931, il rejoint Mercedes-Benz et travaille sous les ordres de Fritz Nallinger (en) dans le développement de la Mercedes-Benz 170V. En 1936, la direction de Mercedes-Benz lui confie la direction du département course et il entre dans la légende des Flèches d'Argent. Pour la 1936, les Auto Union dominent les Mercedes-Benz W25. Même s'il n'a participé à aucune compétition, son expérience de pilote, il est capable de trouver les erreurs à corriger dans la voiture, notamment, au niveau du châssis et de la suspension et est mis à contribution pour développer la remplaçante de la W25 : la W125. Il corrige les faiblesses de la voiture et en augmente la puissance du moteur. La W125 domine la saison 1937 tout en étant considérée comme la voiture de Grand Prix la plus puissante jusqu'aux monoplaces turbocompressée des années 1980. En effet, la règlementation change en 1938, introduisant une cylindrée maximale, amenant Mercedes-Benz à développer la W154.
En 1952, Rudolf Uhlenhaut est désigné responsable du développement de la Mercedes-Benz W194 "300 SL" de course. Basée sur la limousine W186. La voiture, bien que sous-motorisée, remporte plusieurs courses majeures telles les 24 Heures du Mans 1952 et la Carrera Panamericana 1952 (malgré un condor). À la suite de cette victoire le très dynamique concessionnaire Max Hoffman parvient à convaincre la direction de Mercedes-Benz de produire la version de route de la voiture : la Mercedes-Benz W198 "300 SL" « papillon » dès 1954.
En 1954 et 1955, Juan Manuel Fangio remporte les championnats du monde de Formule 1 sur Mercedes-Benz W196. Parfois, Uhlenhaut réalise de meilleurs temps lors des essais de la voiture.

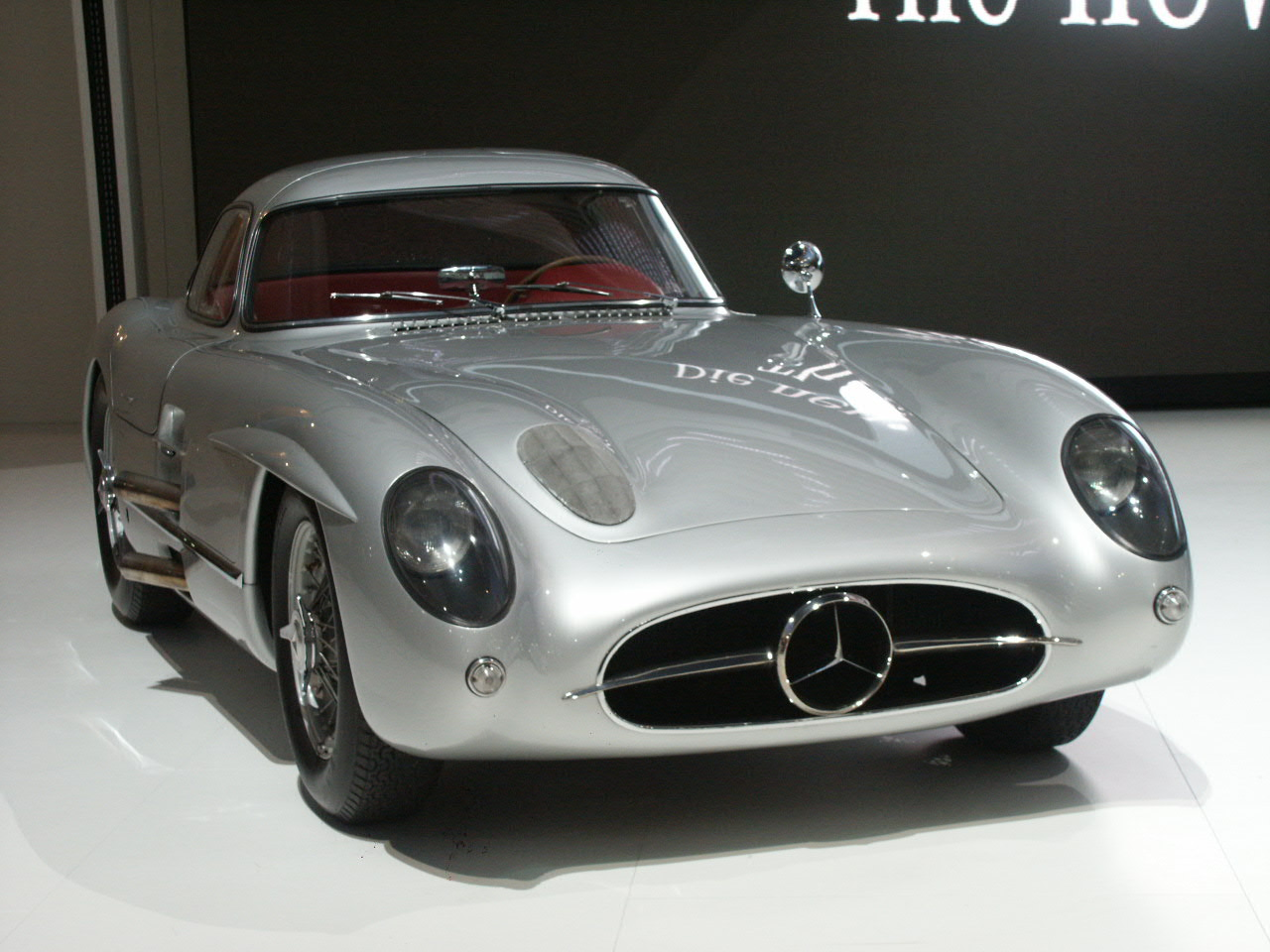
Le coupé Uhlenhaut

En se basant sur la Mercedes-Benz 300 SLR utilisée dans le Championnat du monde des voitures de sport 1955, Rudolf Uhlenhaut crée sa propre version de la voiture, carrossée en coupé avec les ailes « papillon ». La voiture, autrement désignée « coupé Uhlenhaut » capable d'atteindre 294 km/h est considérée comme la voiture de route la plus rapide des années 1950. D'après une rumeur, Uhlenhaut, en retard à une réunion, profite de l'absence de limitation de vitesse sur les autoroutes allemandes pour rallier en moins d'une heure Munich à Stuttgart (un trajet d'habituellement deux heures et demie).
Rudolf Uhlenhaut qui n'a jamais possédé de voiture prend sa retraite en 1972 avec des problèmes d'audition causés par le bruit de ses voitures (de fonction) nécessitant une aide auditive. Il faut dire que le « coupé Uhlenhaut », testé par la presse en 1955 était extrêmement bruyant.

## Source
- (en) Cet article est partiellement ou en totalité issu de l’article de Wikipédia en anglais intitulé « Rudolf Uhlenhaut » (voir la liste des auteurs).